# Graham Stark
Graham William Stark, född 20 januari 1922 i Wallasey, Merseyside, död 29 oktober 2013 i London, var en brittisk skådespelare, författare och komiker.

## Roller i urval
- 1960 – Miljonärskan
- 1961 – Hyss i hytten
- 1961 – Tidernas agent
- 1962 – Bara två kan leka så
- 1963 – Bara få kan skoja så
- 1964 – Becket
- 1964 – Dessa fantastiska män i sina flygande maskiner
- 1964 – Skott i mörkret
- 1966 – Fallet Alfie
- 1966 – Man bara dör... eller historien om det lefvande liket
- 1970 – Vackert, brorsan!
- 1971 – The Magnificent Seven Deadly Sins (även regi)
- 1974 – Den Rosa Pantern kommer tillbaka
- 1977 – Fäkta för livet
- 1978 – Rosa Panterns hämnd
- 1979 – Fången på Zenda
- 1980 – Havets vargar
- 1982 – Jakten på Rosa pantern
- 1982 – Victor/Victoria
- 1983 – Mera blod i baljan, Boys
- 1983 – Rosa Panterns förbannelse
- 1983 – Stålmannen går på en krypto-nit
- 1987 – Blind Date
- 1993 – Rosa Panterns son